# Титов, Александр Николаевич
Алекса́ндр Никола́евич Тито́в (14 апреля 1975 года, Липецк, РСФСР, СССР) — российский хоккеист, защитник; тренер. Серебряный призёр чемпионата России 2005 года в составе тольяттинской «Лады». Мастер спорта России.

## Карьера игрока
Воспитанник липецкого хоккея. Первым профессиональным клубом стал родной ХК «Липецк», в заявку которого Титов попал в 1992 году.
С 1993 по 1996 годы играл за молодёжную и основную команды ЦСКА. После этого в его карьере были пензенский «Дизелист», «Липецк», «Амур», «Нефтехимик», «Лада», «Химик», СКА, «Авангард» и «Барыс». Карьеру игрока завершил в 2009 году, защищая цвета «Автомобилиста».
В 2005 году был вызван в сборную России, в составе которой принял участие в двух этапах Евротура — «Ческа Пойиштовна» и «Кубок РОСНО».
В 2006 году был задрафтован в седьмом раунде клубом НХЛ «Тампа Бей-Лайтнинг» под общим номером 198. Однако в заокеанской лиге Титов так и не сыграл.
Всего в высшем дивизионе российского хоккея провёл 552 матча, в которых забросил 54 шайбы, сделал 95 передач и набрал 519 минут штрафа. В молодёжной команде ЦСКА Титов выступал на позиции форварда, однако всю взрослую карьеру играл в защите.
В 2004—2005 годах Титов играл в «Ладе» вместе с Александром Сёминым, переехавшим в Тольятти из-за локаута в НХЛ. В 2017 году Сёмин стал игроком красноярского «Сокола», тренером которого работал Титов. Наставник команды очень тепло отзывался о хоккеисте, назвав его одним из самых талантливых игроков своего поколения.

## Карьера тренера

### Начало тренерской работы
С 2009 по 2013 годы работал в системе московского «Спартака». С 2013 по 2015 годы тренировал юниоров в ЦСКА.

### Работа в «Буране»
В 2015 году стал главным тренером воронежского «Бурана».

В феврале 2016 года стал фигурантом скандала в матче «Русской классики» между «Бураном» и тверским ТХК. За минуту до конца игры при счете 1:0 в пользу ТХК хоккеисты «Бурана» забросили шайбу, которая была отменена решением арбитров. Титов в знак несогласия увёл команду со льда, однако через некоторое время воронежцы вернулись и сумели не только сравнять счёт, но и вырвать победу в овертайме — 2:1. Сам Титов так прокомментировал ситуацию:
— Почему решили вернуться? Потому что справедливость восторжествовала и вы всё прекрасно увидели. На всю страну «Матч ТВ» показывает игру, забивают гол, а судья у нас не засчитывает.
В итоге специалист был оштрафован на 1 млн рублей. Болельщики «Бурана» объявили акцию «Тренер на миллион», в рамках которой на домашних матчах команды проводился сбор денег на оплату штрафа. Всего было собрано 250 тысяч рублей. Узнав об этом, Титов предложил болельщикам направить собранные средства в детские дома.
29 апреля 2016 года покинул «Буран». Причиной ухода стали финансовые трудности — хоккеисты и тренерский штаб воронежцев несколько месяцев не получали зарплату.

### Работа в «Соколе»
На следующий день после увольнения из «Бурана» Титов возглавил красноярский «Сокол». Сразу после подписания контракта специалист заявил, что поставленная задача по выходу в плей-офф его не устраивает:
— Попадание команды в плей-офф — эту задачу даже рассматривать не хочу, надо ставить более высокие задачи. Обещаю, что команда будет биться в новом сезоне, показывать достойный хоккей и прославлять клуб. Те ребята, которые сюда едут, будут не отбывать номер и зарабатывать деньги, а пахать. Пахать на льду. Это я вам гарантирую.
В первом же сезоне добился лучшего результата в истории местного хоккея, заняв вместе с командой девятое место в ВХЛ. В 1/8 финала Кубка Братины «Сокол» в напряжённой борьбе уступил «Зауралью» (3-4 в серии). Несмотря на вылет в первом раунде плей-офф, контракт с Титовым был продлён.
В сезоне 2017/2018 красноярцы под руководством Титова сумели улучшить свой же рекорд, заняв восьмое место в регулярном чемпионате ВХЛ. В 1/8 финала «Сокол» обыграл «Саров» (4-1 в серии) и впервые в своей истории вышел в четвертьфинал турнира, где уступил «Нефтянику» (0-4 в серии) и выбыл из борьбы за Кубок Петрова. После поражения в серии Титов не исключил варианта, что его контракт с красноярским клубом будет продлён.

## Личная жизнь
Женат, имеет четверых детей. Старший сын Никита — футболист. Дочь София — двукратная чемпионка мира по синхронному плаванию среди юниоров. Сыновья Даниил и Макар.

## Достижения
- Серебряный призёр чемпионата России (2005)